# DIMS医科学研究所
株式会社 DIMS医科学研究所（ディムスいかがくけんきゅうじょ、英：DIMS Institute of Medical Science, Inc.）は、かつて愛知県一宮市西浅井郷裏64に存在した中期発がん性試験開発ラボ。代表取締役所長は玉野静光。
1978年8月に医薬品、農薬、食品添加物等の化学物質の安全性試験受託研究施設として設立された。
この研究所が名古屋市立大学と共同開発した中期発がん性試験は1997年にICHStep4においてマウス長期発がん性試験の代替法のひとつとして推奨され、厚生労働省の医薬品非臨床ガイドラインにも掲載されていた。
17室でラットおよびマウスを飼育し、一宮市の研究所の他、八王子市に東京連絡所を持っていた。

## 沿革
- 1978年（昭和53年） 大雄会医科学研究所として一宮市西浅井二軒家25に設立。
- 1979年（昭和54年） 有限会社大雄会医科学研究所に改称。
- 1980年（昭和55年） 株式会社大雄会医科学研究所に改称。
- 2000年（平成12年） 一宮市西浅井郷裏64へ全面移転。資本金を4500万円に増資。
- 2003年（平成15年） 自然転移モデルの米国特許取得。
- 2004年（平成16年） 株式会社 DIMS医科学研究所に社名を変更。
- 2005年（平成17年） 飼育室4室と管理施設を増築。
- 2024年（令和6年）事業終了、閉鎖。全棟取り壊し。

## 受託試験項目
- 一般毒性試験
  - 単回投与毒性試験
  - 反復投与毒性試験
- 発がん性試験
  - がん原性試験
  - 中期肝発がん性試験
  - 遺伝子改変動物を用いた発がん性評価
  - 発がん抑制試験
- その他
  - 病理組織標本作成
  - 病理組織学的検査